# Ytflytare
Ytflytare kallas sådana föremål som flyter i vatten, till exempel barkbitar, grenar, löv. Under vissa förutsättningar kan ytflytare användas för att ge en ungefärlig uppfattning på flödet i ett vattendrag, öppet dike eller en kanal.

## Vattenföringsmätningar med ytflytare

### Krav på mätplatsen
Den valda sträckan ska vara rak, ha jämna tvärsektioner samt ha så få ytstörningar som möjligt. 

### Ytflytarens utseende
Ytflytaren bör ges en bredd av 3-5 cm och bör ha ett cirkulärt, kvadratiskt eller åttakantitigt tvärsnitt. För att minimera effekter av vinden, bör ytflytaren tyngas nertill, så att minst 90 % av ytflytarens volym hamnar under vattenytan.

### Själva mätningen
Mätningen bör utföras mellan två tvärsektioner med ett visst avstånd mellan sig. Minimiavståndet bör vara ca 4 meter, varpå hela flytsträckan blir 12 meter. Sedan mäts tiden mellan tvärsektionerna medelst ett tidtagarur eller dylikt.
Utifrån kontinuitetsekvationen kan vattenföringen beräknas enligt följande:
{\displaystyle q=C\cdot v_{y}\cdot A_{m}}
där
q = Vattenföring (m³/s)
C = Empirisk reduktionsfaktor (-)
vy = Ytflytarens medelhastighet (m/s)
Am = Genomsnittlig våt tvärsnittsarea (m²)

#### Den empiriska reduktionsfaktorn
| Slänt och botten                       | q < 0,025 m3 | 0,0025 < q < 0,100 m3 | q > 0,100 m3 |
| -------------------------------------- | ------------ | --------------------- | ------------ |
| Tämligen ojämna (steniga och krokiga)  | 0,54         | 0,61                  | 0,63         |
| Tämligen jämna (vanligt jorddike)      | 0,62         | 0,65                  | 0,75         |
| Mycket jämna (släta brotrummor o.dyl.) | 0,70         | 0,68                  | 0,80         |